# トランテックス
株式会社トランテックスは、石川県白山市に本社を置くトラックボデー製造メーカー（コーチビルダー）。日野自動車100%出資の連結子会社。
2002年10月1日、日野車体工業から会社分割によりトラックボデー製造事業を移管し、株式会社トランテックスに商号変更した。

## 概要
日野車体工業時代からトラック荷台やトレーラー車体の製造などを行い、トラックボデーやアルミバンは日野自動車製シャーシ以外にも架装していた。トランテックスとなってからもより積極的に日野製シャーシ以外に架装している。
トランテックスの社名は、TRANSPORT（輸送）、TECHNOLOGY（技術）、SPACE（空間）・SYSTEM（輸送システム）・SUPPLIER（提供する企業）の造語で、高度の技術で高品質の車両を提供する意味が込められている。
日野・プロフィアと日野・レンジャーのメーカー完成車シリーズであるVQシリーズにおけるシャーシ製造からトラックボデー架装までの一貫生産を目的として、2022年1月6日に、日野自動車古河工場内に古河工場を開設した。当初はレンジャーのVQウイングバンの製造から開始し、プロフィアのVQウイングバンの製造も古河工場へ移管される予定である。日野自動車は、日野自動車古河工場からトランテックス本社工場へのキャブ付きシャーシの陸送が不要となることにより、VQシリーズの大幅な納期短縮を見込んでいる他、プロフィアとレンジャーのウイングバンのバリエーションの70%をVQシリーズでカバー可能であるとしている。
なお会社分割を経て、日野車体工業のバスボデー製造事業はジェイ・バスに承継されている。

## 沿革
- 1908年（明治41年）4月 - 創業者の脇田兼太郎が個人事業として、東京市芝区芝浦2丁目3番地で自動車車体製作を創業[3]。トランテックスではこの年を会社創業年としている[1]。
- 1930年（昭和5年）3月 - 脇田自動車工業株式会社が設立[3]。トランテックスではこの年を会社設立年としている[1]。
- 1938年（昭和13年）6月 - 脇田自動車工業が帝国自動車工業株式会社に商号変更[3]。
- 1942年（昭和17年）4月 - 金澤航空工業株式会社が設立[3]（石川県金沢市）
- 1945年（昭和20年）11月 - 金澤航空工業が金澤産業株式会社に商号変更[3]。
- 1965年（昭和40年）
  - 5月 - 金澤産業株式会社が金産自動車工業株式会社に商号変更。
  - 11月 - 新工場の松任工場が石川県石川郡松任町（現：白山市徳丸町670番地）に完成（現在のトランテックス本店・本社工場）[3]。
- 1975年（昭和50年）4月：帝国自動車工業と金産自動車工業が合併し、日野車体工業株式会社に商号変更[3]。
- 2002年（平成14年）
  - 10月1日：トラックボデー製造事業とバスボデー製造事業の会社分割を実施[3]。トラックボデー製造会社を存続会社として株式会社トランテックスに商号変更[3]。トランテックスの本店所在地を石川県白山市徳丸町670番地（旧：金産自動車工業松任工場）へ移転[3]。
- 2022年（令和4年）1月6日 - 日野自動車古河工場内に古河工場を開設（名崎工業団地）[4]。

## 事業所
- 本社・工場 - 石川県白山市徳丸町670番地（旧：金産自動車工業松任工場）
- 古河工場 - 茨城県古河市名崎1番地（日野自動車古河工場内）
- 営業所 - 北陸（本社内）、北海道（札幌市）、東北（仙台市）、東京（東京都港区）、東海（愛知県豊田市）、関西（大阪市）、九州（福岡県糟屋郡古賀町）、サービス関東事務所（神奈川県相模原市）

## 主な製品
- Hi Block（ハイブロック） - 平ボディー車
- Hi Star（ハイスター） - ドライバン・冷凍車
- Hi Wing（ハイウイング） - ウイング車
- 馬運車

## その他
かつては日野車体工業以外に、三井鉱山との合弁で筑豊・北海道の炭鉱離職者の再雇用を目的に設立された「サンボデー」の車体ブランドも存在した。その後、九州の工場はトランテックスの全額出資に移行し、北海道の工場は閉鎖された。